# Частный дом

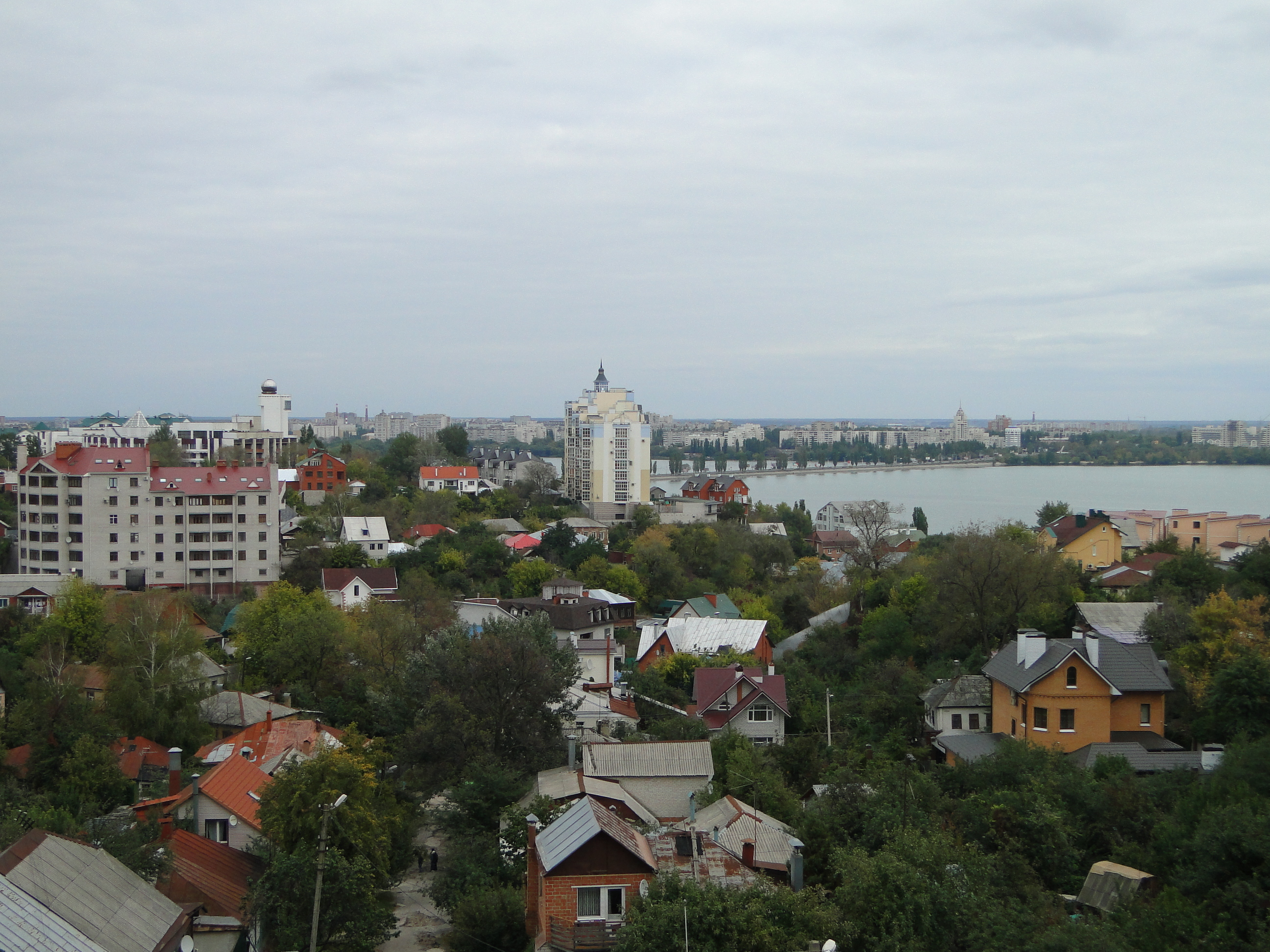
«Частный сектор» в Центральном районе Воронежа

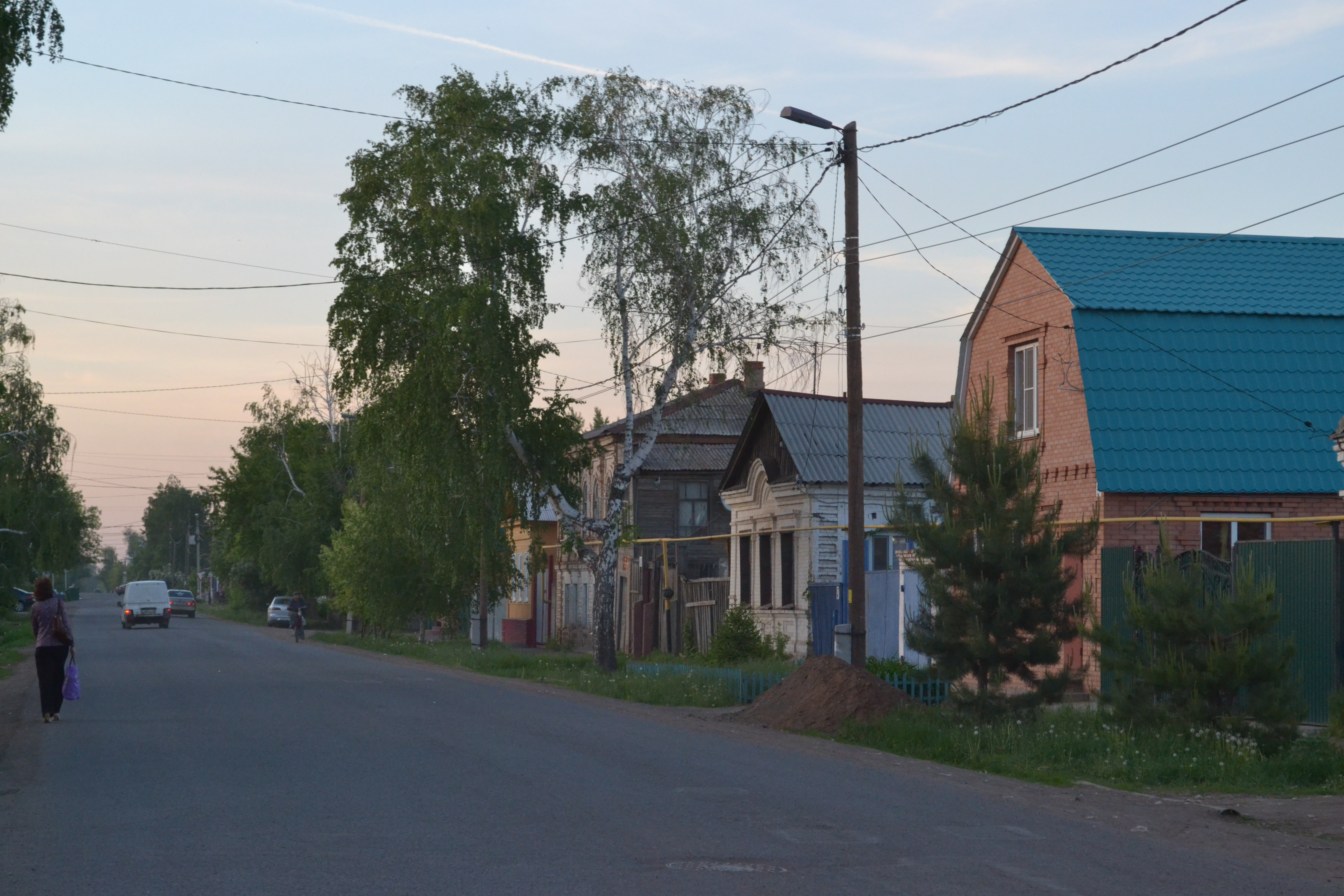
«Частный сектор» в Бузулуке

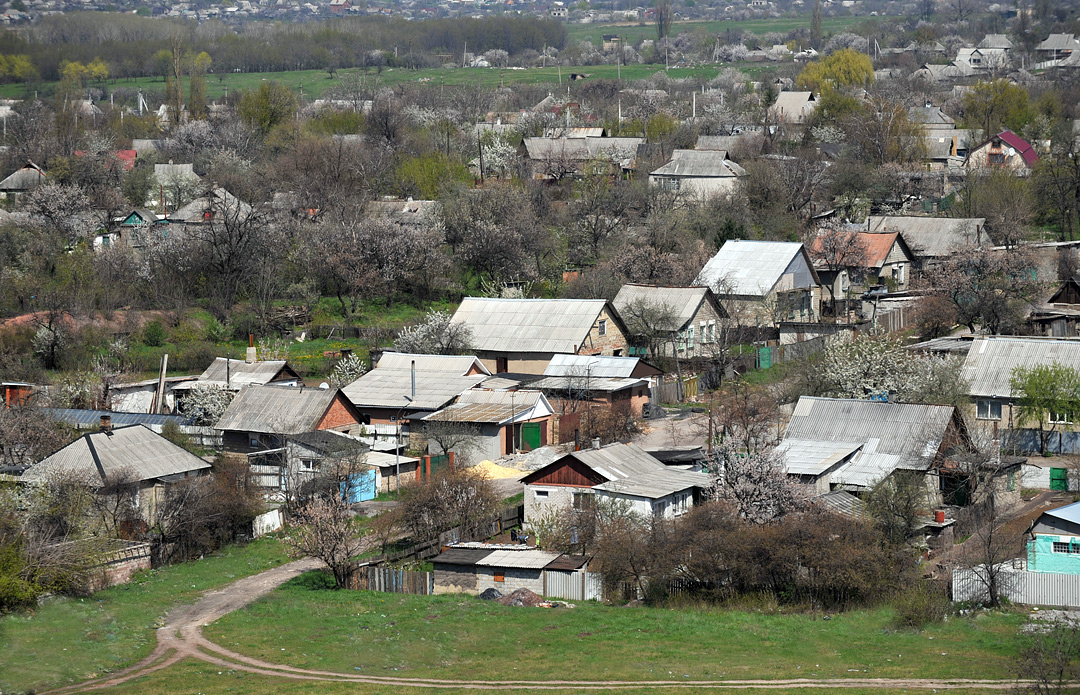
«Частный сектор» в Макеевке

Частный дом — отдельно стоящий одноквартирный жилой дом усадебного типа, как правило, малоэтажный (одно- или двухэтажный), предназначенный для проживания одной семьи (индивидуальный).
Является объектом индивидуального жилищного строительства. В зависимости от расположения, назначения и использования это могут быть особняки, загородные дома, коттеджи, садовые и дачные дома.
Альтернативой одноквартирным домам являются двухквартирные и многоквартирные дома блокированной застройки.
Характер частной собственности на жильё (условный при советской власти) определяет специфические взаимоотношения с государством. Марк Меерович пишет:
С первых дней своего существования советская власть негативно относилась к малоэтажной индивидуальной застройке.
При этом для советского градостроительства была типична неблагоустроенная часть территории городской застройки, сформированная частными домами, — «частный сектор», связанный по Марку Мееровичу «с хронической неспособностью (и нежеланием) власти справиться с жилищным кризисом». Советская власть мирилась с «нахаловками» — возведёнными без соответствующего разрешения на застройку, то есть «нахально» домами. Особенностью «частного сектора» в СССР являлось слабое развитие системы жизнеобеспечения — водоснабжения, водоотведения, электроснабжения, газоснабжения, транспорта, связи, а также отсутствие объектов социальной инфраструктуры — школ, больниц, магазинов и так далее. Из жилищно-коммунальных услуг обязательно имелось только электроснабжение. Применялись печное отопление, водоснабжение из водоразборной колонки и ямный туалет во дворе.
Объём частной застройки составляет 15—45 % процентов в городах-миллионерах России (исключая самые крупные мегаполисы страны — Москву и Санкт-Петербург). Общее число составляет 1,3 млн частных домов в российских городах, 80 % которых находится в городах-миллионерах.
В деревнях усадебные дома являются единственной формой организации жилья. В начале 1960-х годов в СССР была проведена заведомо обречённая на неудачу программа по строительству многоэтажных многоквартирных домов без приусадебных участков в деревнях, направленная на модернизацию деревни путём искусственной урбанизации.